# Euchlaena effectaria
Euchlaena effectaria är en fjärilsart som beskrevs av Walker 1862. Euchlaena effectaria ingår i släktet Euchlaena och familjen mätare. Inga underarter finns listade i Catalogue of Life.